# 加尔达湖畔洛纳托
加尔达湖畔洛纳托（義大利語：Lonato del Garda；2007年之前名为洛纳托 (Lonato)）是意大利布雷西亚省的一个市镇。总面积70.55平方公里，人口15624人，人口密度221.5人/平方公里（2009年）。国家统计（ISTAT）代码为017092。